# Susa, Piemonte
Susa là một thành phố ở vùng Piemonte, Ý. Đô thị này nằm bên một nhánh sông của sông Po, dưới chân Cottian Alps, 51 km (32 mi) về phía tây của Torino.

## Đô thị kết nghĩa
- Barnstaple, Anh quốc
- Briançon, Pháp
- Paola, Ý